# Kai Besar
Kaio Besar (também designada Ilhas da Grande Kai, Nuhu Yuut, Nusteen) é uma ilha das ilhas Kai, nas Ilhas Molucas, Indonésia. Tem área de 550 km² e é  a segunda mair do arquipélago Kai. A leste de Kai Besar está o arquipélago das ilhas Aru. O extremo norte da ilha chama-se Tanjung Boranga, e o extremo sul é designado Tanjung Wedu.  O ponto mais alto alcança os 900 metros de altitude.[carece de fontes?]

Mapa topográfico das ilhas Kai